# 京阪バス寝屋川営業所
京阪バス寝屋川営業所（けいはんバスねやがわえいぎょうしょ）は、大阪府寝屋川市高柳栄町にある京阪バスの営業所。最寄りの停留所は「寝屋川車庫」である。
社用車に記してある略称は「寝」である。

## 概要
交野営業所開設以降、2024年7月に独立して営業所に再度格上げされるまでは交野営業所の支所となっており、「交野営業所寝屋川支所」あるいは単に「寝屋川支所」と呼ばれていた。
主に寝屋川市と守口市を結ぶ路線と、寝屋川市駅と摂南大学を結ぶ路線、旧コミュニティバスタウンくるを引き継いだ一般路線を中心に運行している。
当営業所が乗り入れる自治体は寝屋川・守口・門真・大阪・摂津・高槻・茨木の7自治体に跨りその数は京阪バス中でも最高クラス。ただし主な管轄エリアは寝屋川市西部・守口市内で、その他は基本的に市域のごく一部しか走行していない。
過去には京阪急行線で天満橋より京都府の三条京阪までの路線を管轄していたが、現在は廃止されている。しかし、以前より京橋駅や上新庄駅・吹田市方面への路線を有するなど特徴的な路線も多い（現在は全て廃止）。
2000年10月1日から2020年3月までの約20年間は京阪シティバス→京都京阪バスに運行管理を委託していた。

## 沿革
- 1960年（昭和35年）10月18日：守口営業所より移転開設。当時は「寝屋川営業所」であった。
- 1978年（昭和53年）4月1日：交野営業所の開設に伴い「寝屋川支所」に名称変更。
- 2000年（平成12年）10月1日：管轄路線全線を京阪シティバスに業務管理委託する。
- 2010年（平成22年）3月：管内でPiTaPaの使用が可能になる。
- 2014年（平成26年）4月1日：業務管理委託先を京都京阪バス[注 3]に変更。
- 2020年（令和2年）4月1日：京都京阪バスによる業務管理委託を解消し直営に戻る。
- 2024年（令和6年）7月1日：組織改正に伴い「寝屋川営業所」に名称変更。

## 現行路線
主要ターミナルは寝屋川市駅（西口）・京阪守口市駅・大日駅である。各項目及び節も参照。
運賃については特記がなければ「1区」大人250円・小児130円である。

### 寝屋川守口線
当営業所の主な管轄エリアである寝屋川市西部と守口市内を結ぶ幹線路線。
日中は寝屋川市駅 - 大日駅間で1A・6号経路が30分おきに交互に運行される（それぞれの運行頻度は1時間に1本）ほか、5号経路・京阪守口市駅発着の9号経路・平日のみ大日駅発着の9号経路も1時間おきに運行されている。
寝屋川市駅 - 対馬江から大庭住宅前以遠、寝屋川市駅 - 池田から佐太小学校前・金田以遠の運賃は「2区」大人280円・小児140円。
寝屋川市駅（西口）では摂南大学へ乗り入れる5号経路以外は2のりばから、大日駅では摂南大学行きが0・ほかは1のりばから、京阪守口市駅では1のりばからそれぞれ発車する。

#### 寝屋川・守口間直通
寝屋川市駅発着で京阪守口市駅へ乗り入れる系統は日中は全く設定されておらずラッシュ時間帯のみの設定で、逆に寝屋川市駅方面から大日駅へは本路線ではほぼ日中しか乗り入れない。
- 1号経路：寝屋川市駅（西口） - 寝屋川車庫 - 対馬江 - 仁和寺 - 黒原 - 大久保 - 大庭住宅前 - 佐太二番西詰 - 五番 - 八番 - 八雲 - 地下鉄守口 - 京阪守口市駅
  - 仁和寺 → 京阪守口市駅、寝屋川車庫 - 京阪守口市駅の区間便もある。
  - 寝屋川市駅 - 京阪守口市駅間を往復する便のほかに土居駅周辺を経由し循環運行を行う便の2種類が存在していたが、2025年3月に廃止された。
  - 過去には京阪京橋まで運行される便もあり、京阪バスでは数少なくなった所要時間が片道1時間を超える路線であった（約1時間17分）。1995年までは守口市駅を経由しなかった。全線通しの大人運賃は290円で、末期の運行本数は平日3往復であった。2008年10月19日改正で土居 - 京阪京橋を廃止。
  - 2016年12月3日より昼間の運行が取り止めとなり、運行区間を寝屋川市駅（西口） - 大日駅に変更した1A号経路と6号経路が設定された。

- 1A号経路：寝屋川市駅（西口） - 寝屋川車庫 - 対馬江 - 仁和寺 - 黒原 - 大久保 - 大庭住宅前 - 佐太二番西詰 - 五番 - 大日駅
  - 前述の1号経路の代替として、2016年12月3日より運行を開始した。
  - 6号経路との違いは大庭住宅前以西の経路にある。1A号経路は大日町二丁目まで1号経路と同一の経路を通り、そこから大日駅までは大阪中央環状線を通る経路となる。

- 6号経路：寝屋川市駅（西口） - 寝屋川車庫 - 対馬江 - 仁和寺 - 黒原 - 大久保 - 大庭住宅前 - 佐太二番 - 大日駅
  - 1A号経路と同様、1号経路の代替として、2016年12月3日より運行を開始。
  - 先代の6号経路は守口市駅から大日（現在の大日町二丁目）を経て佐太二番西詰までの系統であった。
  - 1A号経路との違いは大庭住宅前以西で佐太二番を経由し大日駅までを結ぶ点。

#### 寝屋川市駅発着（摂南大学方面）
2009年10月31日に新設された、寝屋川市駅・大日駅間を摂南大学経由で大きく迂回して結ぶ経路。10号経路とは異なり、点野方面へ太間口を経由し向かう。
類似の系統として守口市駅発着の3号経路が存在したが、2025年に廃止となっている。現行の5号経路とは一部経路が異なっていた。
この系統のみ、寝屋川市駅（西口）では3のりばから発車する。
- 5号経路：寝屋川市駅（西口） - 寝屋川車庫 - 池田府営住宅前 - 池田 - 菅原神社前 - 摂南大学 - 太間口 - 点野 - 点野団地 - 仁和寺団地口 - 仁和寺 - 金田 - 佐太二番 - 大日駅
  - 2013年3月16日より大久保経由から現行の金田経由に変更された。
  - 基本的に日中のみの運行だが、上記3号経路の廃止に伴い夕ラッシュ時に1本増発された。

#### 寝屋川市内区間便
2016年12月3日ダイヤ改正までは寝屋川市駅 - 仁和寺間で交野管轄の寝屋川北部線22号経路（京阪香里園 - 寝屋川市駅 - 仁和寺）も運行されていたが、同改正で寝屋川市駅以西の運行が廃止されている。
他に、大日駅から仁和寺へ向かう7号経路や仁和寺と地下鉄大日北口・南口を経て守口市駅を結ぶ8号経路などが存在した（前者は朝ラッシュの片道、後者は平日の日中に運行されていた）。
- 22号経路：寝屋川市駅（西口） - 寝屋川車庫 - 対馬江 - 仁和寺
  - 平日の仁和寺行きは23時台まで運行されており、駅西口から発車する全ての系統で最も発車時刻が遅い。

#### 摂南大学発着
北港観光バスが大日駅 - 摂南大学寝屋川キャンパス間で運行していた通学専用バスの廃止に伴い、2018年4月1日改正で新設された系統群。
各停・直通ともに摂南大学行きは朝ラッシュから夕方ラッシュ付近にかけて運行。大日駅方面行きは日中に各停便が、平日夕ラッシュ移行に直通便が運行される。
- 9号経路：京阪守口市駅 - 地下鉄守口 - 八雲 - 八番 - 大日駅 - 佐太二番 - 金田 - 仁和寺 - 葛原 - 菅原神社前 - 摂南大学
  - 平日日中は京阪守口市駅発着と大日駅発着が1時間に1本ずつ設定されている他、9時台に大日駅発・16時台に大日駅行きが数本運行される。土休日は通し運行が1時間に1往復のみ。
  - 元は大日発着のみであったが、2023年の守口上新庄線9A号経路の実質廃止に伴い一部便が京阪守口市駅まで延伸された。
  - 本路線では守口市駅と大日駅を結ぶ唯一の系統でもある。

- NS経路：大日駅 - 摂南大学
  - 途中はノンストップで運行する。太間公園点野線のNS経路と異なり、平日の学休期ダイヤ適用日や土休日ダイヤにも定期便の設定がある。
  - 摂南大学NSの中では寝屋川市駅便に次いで本数が多い。

### 国道線
寝屋川守口線同様、寝屋川市西部と守口市を結ぶ幹線。大日駅付近 - 地下鉄守口付近で国道1号を走行することからこの路線名となっている。
ほぼ終日1時間に2本、寝屋川市駅 - 大日駅間で運行。
朝ラッシュ時間帯は本数が増えるが、守口市駅発着となり大日駅の広場には乗り入れなくなるため、同駅との連絡は地下鉄大日南口を利用することになる。
2023年までは夕ラッシュ時に仁和寺発守口市駅行きの区間便である2号経路が運行されていた。他に、1995年までは門真市駅への系統も存在した。
寝屋川市駅（西口）と大日駅における寝屋川市駅行きは1のりばに、京阪守口市駅と大日駅における守口市駅行きは2のりばに着発。
寝屋川市駅 - 市立保健福祉センター前間各停留所から金田以遠の区間の運賃は「2区」大人280円・小児140円。
- 4号経路：寝屋川市駅（西口） - 寝屋川車庫 - 池田府営住宅前 - 市立保健福祉センター前 - 葛原 - 仁和寺 - 金田 - 佐太二番 - 大日駅[経路 1] - 地下鉄大日南口 - パナソニック前 - 地下鉄守口 - 京阪守口市駅
  - 日中は寝屋川市駅（西口） - 大日駅間の区間便のみ。
  - 寝屋川市駅 - 守口市駅で大日駅に停車する便は平日9時台の寝屋川市駅行き1本と、夕ラッシュ一部時間帯のみ運行。夜間は日中と同じく大日駅止まりのみの運行。
  - 2016年12月3日より、昼間時における大日駅 - 京阪守口市駅の運行が取り止めとなった。これにより昼間時にはパナソニック前を経由するバスが走らなくなった。
  - この経路も、2004年までは土居方面への便があった。

### 太間公園点野線
摂南大学生輸送の主力となる路線で、寝屋川市駅と摂南大学を結ぶNS経路はこの路線に分類される。摂南大学からは淀川河川敷に隣接する太間公園まで向かう。寝屋川管内では珍しい、寝屋川市内で完結する路線でもある。
10・11号経路ともに、2000年10月1日から2004年3月31日までは交野営業所と共管となっていた。
寝屋川市駅（西口）では全て3のりばから発車。
- 10号経路：寝屋川市駅（西口） - 寝屋川車庫 - 池田府営住宅前 - 池田 - 菅原神社前 - 摂南大学 - 点野 - 点野団地 - 仁和寺団地口 → 仁和寺 → 対馬江 → 寝屋川車庫 → 寝屋川市駅（西口）
  - 左回りのみ循環系統としての運行がある。右回りは仁和寺団地口始発のみ運行。いずれの本数も僅かである。主に5号経路の運行されない朝夜の運行が多い。
  - 左回りの寝屋川市駅 → 仁和寺間の区間便あり。
  - 2018年4月1日改正までは右回りにも寝屋川市駅始発の循環便が設定されていた（仁和寺の回転場から仁和寺団地口への運行が不可能となったため全便仁和寺団地口始発に変更された）。
  - 2020年4月1日改正で、太間口を通らない経路に変更となった。

- 11号経路：寝屋川市駅（西口） - 寝屋川車庫 - 池田府営住宅前 - 池田 - 菅原神社前 - 摂南大学 - 太間口 - 太間公園
  - 当路線の基本となる系統だが、路線名に含まれている点野周辺には乗り入れない。
  - 日中1時間に2本運行。
  - 2013年3月16日より高槻と共管だが、高槻管轄便は寝屋川茨木線の間合い運用としてのみのため本数は朝晩の僅か。

- NS経路：寝屋川市駅（西口） - 摂南大学
  - 途中はノンストップで運行。原則として、同区間を一般便として運行する11号経路などとは異なり、八坂神社前・市立保健福祉センター前を通過するルートで運行される（菅原神社前付近より一般便ルートに合流）。
  - 2011年4月8日より交野と共管、2013年3月16日よりこれに高槻が加わり一般路線初の3営業所共管となった。
  - 2024年4月1日より交野が撤退し、門真が管轄に加わった。
  - 高槻・門真の担当は朝の摂南大学行きのごく一部のみ。

### 寝屋川茨木線
寝屋川市駅と阪急京都線茨木市駅・JR京都線茨木駅を結ぶ路線で、平日の一部と土休日全便を担当。
2007年9月29日開設。摂津市への京阪バスの停留所設置は1997年8月22日の吹田八尾線の廃止以来で10年ぶりとなり、寝屋川車の運行は初めてである。また、淀川新橋を越える初めての路線の開設ともなった。
その他、路線全体の概要はこちらを参照。
- 12号経路：寝屋川市駅（西口） - 寝屋川車庫 - 池田府営住宅前 - 池田 - 菅原神社前 - 摂南大学 - 上鳥飼北 - 目垣 - 新堂 - 学園南町 - 阪急茨木南口 - JR茨木東口
  - 一部、寝屋川車庫 → JR茨木東口間の区間便あり。
  - 2013年3月16日より高槻と共管。高槻管轄便は平日のみ運行。
  - 2013年10月15日から2015年3月28日まではJR茨木駅東口の工事の関係で逆回り運行であった。
  - 以前は寝屋川市駅 → 上鳥飼北間やJR茨木東口 → 寝屋川車庫間の区間便も運行されていた。

- NS経路：摂南大学 → 阪急茨木南口 → JR茨木東口
  - 阪急茨木南口では降車扱いのみ実施。
  - 2023年4月1日より摂南大学発1本に当営業所管轄便が設定。

### 高柳線
寝屋川車庫停留所から大阪府道149号を萱島駅西側まで南下する。
京阪萱島駅前停留所と同一地点には近鉄バス萱島線の「萱島」停留所もある。なおこれらはいずれも寝屋川市内ではなく門真市内に所在する。
2000年10月1日から2004年3月31日までは門真営業所が運行。
2025年の改正で、それまで毎終日運行となっていたのが平日の日中のみの運行と大幅に縮小された。
寝屋川市駅では1・京阪大和田駅では3のりば発。
- 14号経路：寝屋川市駅（西口） - 寝屋川車庫 - 高柳住宅前 - 京阪萱島駅前 - 京阪大和田駅

### 守口南部線
守口市内南部や同市と大阪市鶴見区に跨がる鶴見緑地周辺への路線。寝屋川営業所の管轄であるがこれら3系統全てで寝屋川市内を一切通らない。
朝は29号経路左回り、日中は19号経路と30号経路が1時間おきに交互に1本ずつ、夕ラッシュ帯は29号経路右回りが運行される。
京阪守口市駅では5のりばからの発車。
- 19号経路：京阪守口市駅 - 東光町 - 東郷通 - 焼野 - 鶴見緑地
  - 1985年4月14日新設。
  - 夜間に1本東郷通止まりの便あり。2023年12月16日ダイヤ改定までは朝に東郷通発の便も設定されていた。

- 29号経路：京阪守口市駅 - 東光町 - 東郷通 - 南寺方東通六丁目 - 南寺方東通三丁目 - 寺方小学校 - 京阪守口市駅
  - 右回りと左回りがある。
  - 2009年に30号経路とともに新設。
  - 先代の29号経路は2004年3月まで運行されており、守口市駅と鶴見緑地を寺方小学校・南寺方東通四丁目・焼野経由で結ぶ系統で、2000年までは19号経路とともに門真営業所が担当していた（移管時に経路が少し変更されている）[注 7]。

- 30号経路：京阪守口市駅 - 東光町 - 東郷通 - 南寺方東通六丁目 - 南寺方東通五丁目 - 世木公園
  - 世木公園周辺がループになっており、前後の停留所が往路と復路で異なるが、循環系統ではない。

### 寝屋川音羽町線
旧寝屋川タウンくる。一般路線化時に寝屋川市役所を経由しない便に26号経路、経由する便に26A号経路と運行経路番号を付番。
2018年4月1日より交野営業所管轄、2021年3月13日より寝屋川営業所管轄。
ほぼ終日1時間に2本運行。平日日中のみ26・26Aの両経路が交互に、他は26号経路のみの運行。
守口市内線や寝屋川市内線が廃止されたため、現在では唯一の旧タウンくる路線となっている。
寝屋川市駅（東口）では1のりば発。
- 26号経路：京阪香里園（西口） - 日新町 - 音羽町 - 石津南町 - 寝屋川市駅（東口）

- 26A号経路：京阪香里園（西口） - 日新町 - 音羽町 - 石津南町 - 寝屋川市役所 - 寝屋川市駅（東口）
  - 寝屋川市役所では市役所内（北玄関前）に乗り入れる。

## 廃止路線
旧タウンくるの寝屋川市内線・守口市内線は該当項目参照。

### 守口門真市内線
2009年10月31日のダイヤ改正で廃止。かつては大庭住宅前 - 京阪門真市駅間の区間便が存在した。
- 15号経路：仁和寺 - 黒原 - 大久保 - 大庭住宅前 - 梶南口 - 京阪門真市駅 - 門真元町 - 西三荘 - 京阪守口市駅

### 枚方寝屋川線
枚方市駅と寝屋川市駅を国道170号経由で結ぶ幹線であったが、1995年6月に廃止。開設当初は寝屋川が担当し、一時期枚方営業所管轄となったがすぐに元に戻された。
国道太間は現アル・プラザ香里園西側にあり、国道1号交差点の国道太間とは異なる。
- 16号経路：枚方市駅北口 - 枚方公園口 - 伊加賀 - 光善寺 - 国道木屋 - 国道太間 - 石津 - 菅原神社前 - [経路 2]

### 守口上新庄線
1978年5月21日の開設当初は現在の大阪シティバスと同じ上新庄駅前を発着地としており、名前の通り守口市駅と上新庄駅を往復する路線であった。
のちに上新庄側は1978年12月27日に吹田市役所前、1979年10月7日に国鉄吹田駅前（後のJR吹田）まで延伸し、守口市駅 - JR吹田間の運行が基本となる。守口側は長らく延伸などはなかったが、日中のみ2016年12月3日より大日駅まで延長され、更に2018年4月1日からは大日駅発着便が全て摂南大学まで延長となった。
2023年12月16日をもって実質廃止、代わりに寝屋川守口線9号経路の京阪守口市駅発着便が新設された。
- 9号経路：京阪守口市駅 - 太子橋 - 豊里町 - 上新庄駅前

- 9A号経路：摂南大学 - 菅原神社前 - 葛原 - 仁和寺 - 金田 - 佐太二番 - 大日駅 - 八番 - 八雲 - 地下鉄守口 - 京阪本通 - 京阪守口市駅 - 土居 - 太子橋 - 豊里 - 上新庄駅北口 - 簡易裁判所前 - JR吹田
  - 朝夕は京阪守口市駅 - JR吹田間の運行。

### その他

#### 京阪急行線
- 天満橋駅 - 三条京阪

#### 守口日本庭園線
- 京阪守口市駅 → エキスポランド → 日本庭園前 → 京阪守口市駅
  - 万博公園エリアは循環運行。

## 車両
かつてはほぼ日野車で揃えられていたが、バリアフリー法の関連で導入された三菱ふそうのエアロスター・ワンステップ車の導入・移籍をきっかけに2社がほぼ均等に導入されている。また2015年以降はいすゞ車も導入されている。
路線環境や利用者数などの事情から、元々は中型車がメインの営業所であり大型車は数台しか在籍していなかったが、近年、摂南大学関連の系統での需要が旺盛なことから大型車も多数導入されている。
また、バリアフリー対応の中型車の先駆けとして導入されたものの、京阪バスではたった1台しか配備されなかった日野・レインボーRJワンステップ(W-3093)が2016年冬の廃車まで配置され、2012年夏まではやはり1台のみであった日産ディーゼルRMワンステップ(W-5003)が配備されていた（後に男山営業所に転属し、現在は京都京阪バスに移籍）。
京阪バス初のノンステップバスが導入されたのも当営業所である（社番N-3100、N-3101号車の2台）。